# Гарсия Лопес, Марта
Марта Гарсия Лопес (род. 9 августа 2000, Дения, Валенсия, Испания) — испанская автогонщица. Участница двух чемпионатов класса Формула-4 — российского и испанского. Бывший пилот женского формульного чемпионата Серия W. Чемпионка женской формульной серии Академия F1 сезона 2023 года. В сезоне 2025 года выступает в Кубке Ле-Ман в классе GT3 за команду Iron Dames.

## Карьера

### Картинг
Марта начала свою карьеру в автоспорте в 2010 году с картинга, где завоевала трофей CIK-FIA Karting Academy Trophy и одержала победу в соревновании Trofeo delle Industrie в сезоне 2015 года, старейшей картинговой гонке в мире, которую ранее выигрывали многие чемпионы Формулы-1, такие как Фернандо Алонсо, Льюис Хэмилтон и Себастьян Феттель.

### Младшие формулы
В сезоне 2016 года Гарсия перешла в формульные гонки и участвовала в Испанской Формуле-4 в сезонах 2016 и 2017 годов. В своём первом сезоне выступала за команду Team Drivex, а в своём втором сезоне — за команду MP Motorsport. Марта показала свой лучший результат в личном зачёте в сезоне 2016 года, заняв восьмое место.
В сезоне 2017 года Марта участвовала в трёх гонках чемпионата СМП Формула-4 на трассе Moscow Raceway. В итоге Гарсия заняла 17-е место в турнирной таблице.

### Формула-1
В 2017 году Марта присоединилась к молодёжной программе Renault Sport Academy, но была исключена из неё после одного сезона.

### Серия W
В сезоне 2019 года Марта приняла участие в первом сезоне Серии W, заняв 4-е место в чемпионате. Гарсия стартовала с поул-позиции и выиграла гонку на Норисринге, одержав свою первую победу в чемпионате.
Марта должна была выступить в сезоне 2020 года Серии W, но сезон был отменён из-за пандемии COVID-19. Вместо него на iRacing был проведён чемпионат из 10 киберспортивных соревнований, в котором Гарсия заняла второе место в чемпионате.
Марта участвовала в сезоне 2021 года Серии W за команду Puma W Series Team. Первоначально Гарсия квалифицировалась на 7-м месте в первом этапе сезона на Ред Булл Ринге, но сошла с дистанции на 12-м круге, когда у её машины возникли механические проблемы. Затем последовали четыре финиша вне очковой зоны и только один подиум, в результате чего Марта осталась на 12-м месте в турнирной таблице.
Гарсия выступала в сезоне 2022 года Серии W за команду CortDAO W Series, заняв 6-е место в личном зачёте.

### Академия F1
21 марта 2023 года было объявлено, что Марта будет выступать в Академии F1 за команду Prema Racing.
Гарсия семь раз за сезон выигрывала гонку, дважды приехала на второе место, три раза на третье место, семь раз попадала в очковую зону вне подиума и два раз была вынуждена сойти с дистанции.
5 мая 2023 года на трассе имени Рикардо Тормо Марта стартовала с поул-позиции в первой и второй гонках; однако позже было установлено, что Гарсия нарушила ограничения трассы во время первой квалификационной сессии и потеряла поул-позицию в первой гонке.
21 октября 2023 года на трассе Америк в первой из трёх гонок этапа Марта стала первой чемпионкой Академии F1.

### Региональный европейский чемпионат Формулы
26 октября 2023 года было объявлено, что Гарсия получила полностью профинансированное место от команды Prema Racing на сезон 2024 года Регионального европейского чемпионата Формулы. Однако в апреле 2024 года было подтверждено, что Марта перейдёт в команду Iron Dames на этот сезон.

### Формула-E
В мае 2024 года Гарсия провела свои первые тесты в Формуле-E, приняв участие в тестах новичков в Берлине в составе команды ERT Formula E Team. В ноябре того же года Марта приняла участие в предсезонных женских тестах сезона 2024/2025 в составе команды Porsche Formula E, заняв 8-е место.

### Гонки GT
19 августа 2024 года команда Iron Dames объявила, что Гарсия дебютирует в гонках GT в серии Ligier European Series. Марта заняла второе место в первой гонке, но штраф отбросил её на пятое место. Гарсия выиграла вторую гонку и показала лучший круг в обеих гонках. На финальном этапе сезона Марта стартовала третьей в обеих гонках. Гарсия сошла в первой гонке, борясь за место на подиуме и выиграла вторую гонку.

## Статистика выступлений

### Сводная таблица
| Легенда к таблице |                                                                       |
| --- | --------------------------------------------------------------------- |
| В таблице перечислены результаты всех гонок, в которых принимала участие гонщица. Строками таблицы являются сезоны, столбцами — этапы серии. В каждой клетке указаны сокращённое название этапа и результат, дополнительно обозначенный цветом. Расшифровка обозначений и цветов представлена в нижеследующей таблице. |                                                                       |
| \| Пример \| Описание \| \| ------------ \| --------------------------------------------------------------------- \| \| 1 \| Победительница \| \| 2 \| Второе место \| \| 3 \| Третье место \| \| 5 \| Финишировала, заработав очки \| \| Сход \| Не финишировала, но при этом заработала очки \| \| 12 \| Финишировала, не получив очков \| \| НКЛ \| Финишировала, но не попала в финальную классификацию \| \| 15 \| Участвовала вне зачёта, либо по отдельной классификации \| \| 18 \| Не финишировала, но попал в финальную классификацию \| \| Сход \| Не финишировала \| \| НКВ \| Не прошла квалификацию \| \| НПКВ \| Не прошла предквалификацию \| \| ДСК \| Дисквалифицирована \| \| ИСК \| Исключена из протокола соревнований \| \| ТТ \| Участвовала только в тренировках \| \| НС \| Участвовала в квалификации, но не стартовала в гонке \| \| Т \| Травмирована или больна \| \| ОТК \| Отказ от участия \| \| НТР \| Прибыла на соревнования, но на трассу не выезжала \| \| НПР \| Была заявлена в числе участников, но не прибыла к началу соревнований \| \| О \| Соревнования отменены \| \| \| Не участвовала \| \| Поул-позиция \| \| \| Быстрый круг \| \| |                                                                       |
| Пример | Описание                                                              |
| 1 | Победительница                                                        |
| 2 | Второе место                                                          |
| 3 | Третье место                                                          |
| 5 | Финишировала, заработав очки                                          |
| Сход | Не финишировала, но при этом заработала очки                          |
| 12 | Финишировала, не получив очков                                        |
| НКЛ | Финишировала, но не попала в финальную классификацию                  |
| 15 | Участвовала вне зачёта, либо по отдельной классификации               |
| 18 | Не финишировала, но попал в финальную классификацию                   |
| Сход | Не финишировала                                                       |
| НКВ | Не прошла квалификацию                                                |
| НПКВ | Не прошла предквалификацию                                            |
| ДСК | Дисквалифицирована                                                    |
| ИСК | Исключена из протокола соревнований                                   |
| ТТ | Участвовала только в тренировках                                      |
| НС | Участвовала в квалификации, но не стартовала в гонке                  |
| Т | Травмирована или больна                                               |
| ОТК | Отказ от участия                                                      |
| НТР | Прибыла на соревнования, но на трассу не выезжала                     |
| НПР | Была заявлена в числе участников, но не прибыла к началу соревнований |
| О | Соревнования отменены                                                 |
| | Не участвовала                                                        |
| Поул-позиция |                                                                       |
| Быстрый круг |                                                                       |

| Сезон | Серия                                      | Команда                | Старты                  | Победы                  | Поулы                   | БК                      | Подиумы                 | Очки                    | Место                   |
| ----- | ------------------------------------------ | ---------------------- | ----------------------- | ----------------------- | ----------------------- | ----------------------- | ----------------------- | ----------------------- | ----------------------- |
| 2016  | Испанская Формула-4                        | Drivex                 | 11                      | 0                       | 0                       | 0                       | 0                       | 0                       | НКЛ                     |
| 2017  | Испанская Формула-4                        | MP Motorsport          | 20                      | 0                       | 0                       | 0                       | 0                       | 70                      | 9                       |
| 2017  | СМП Формула-4                              | MP Motorsport          | 3                       | 0                       | 0                       | 0                       | 0                       | 8                       | 17                      |
| 2019  | Серия W                                    | Hitech Grand Prix      | 6                       | 1                       | 1                       | 0                       | 2                       | 66                      | 4                       |
| 2020  | Серия W                                    | Hitech Grand Prix      | Сезон 2020 года отменён | Сезон 2020 года отменён | Сезон 2020 года отменён | Сезон 2020 года отменён | Сезон 2020 года отменён | Сезон 2020 года отменён | Сезон 2020 года отменён |
| 2021  | Серия W                                    | Puma W Series          | 7                       | 0                       | 0                       | 0                       | 1                       | 21                      | 12                      |
| 2022  | Серия W                                    | CortDAO                | 7                       | 0                       | 1                       | 0                       | 1                       | 45                      | 6                       |
| 2023  | Академия F1                                | Prema Racing           | 21                      | 7                       | 5                       | 6                       | 12                      | 278                     | 1                       |
| 2024  | Региональный европейский чемпионат Формулы | Prema Racing           | 20                      | 0                       | 0                       | 0                       | 0                       | 0                       | 28                      |
| 2024  | Ligier European Series - JS2 R             | Iron Dames by M Racing | 4                       | 2                       | 0                       | 3                       | 2                       | 0                       | НКЛ                     |
| 2025  | Кубок Ле-Мана - GT3                        | Iron Dames             | 2                       | 0                       | 0                       | 0                       | 0                       | 12                      | 6*                      |

- Сезон продолжается.

### Результаты выступлений в Формуле-4

#### Испанская Формула-4
| Год        | Команда       | Шасси          | Двигатель          | 1     | 1     | 1     | 2     | 2     | 2     | 3     | 3     | 3     | 4    | 4     | 4     | 5     | 5     | 6    | 6     | 6    | 7     | 7    | 7    | Место | Очки |
| 2016       | Drivex        | Tatuus F4-T014 | Abarth 1.4L FTJ I4 | НАВ   | НАВ   | НАВ   | АРА   | АРА   | АРА   | АЛГ   | АЛГ   | АЛГ   | ВАЛ  | ВАЛ   | ВАЛ   | КАТ   | КАТ   | ХАР  | ХАР   | ХАР  | ХЕР   | ХЕР  | ХЕР  | НКЛ   | НКЛ  |
| ---------- | ------------- | -------------- | ------------------ | ----- | ----- | ----- | ----- | ----- | ----- | ----- | ----- | ----- | ---- | ----- | ----- | ----- | ----- | ---- | ----- | ---- | ----- | ---- | ---- | ----- | ---- |
| 2016       | Drivex        | Tatuus F4-T014 | Abarth 1.4L FTJ I4 | Г1 НУ | Г2 НУ | Г3 НУ | Г1 НУ | Г2 НУ | Г3 НУ | Г1 НУ | Г2 НУ | Г3 НУ | Г1 5 | Г2 5  | Г3 6  | Г1 5  | Г2 6  | Г1 8 | Г2 8  | Г3 7 | Г1 5  | Г2 7 | Г3 5 | НКЛ   | НКЛ  |
|            |               |                |                    | 1     | 1     | 1     | 2     | 2     | 2     | 3     | 3     | 4     | 4    | 4     | 5     | 5     | 5     | 6    | 6     | 6    | 7     | 7    | 7    |       |      |
| 2017       | MP Motorsport | Tatuus F4-T014 | Abarth 1.4L FTJ I4 | АРА   | АРА   | АРА   | НАВ 1 | НАВ 1 | НАВ 1 | КАТ   | КАТ   | ХЕР   | ХЕР  | ХЕР   | НАВ 2 | НАВ 2 | НАВ 2 | НОГ  | НОГ   | НОГ  | ЭШТ   | ЭШТ  | ЭШТ  | 9     | 70   |
| 2017       | MP Motorsport | Tatuus F4-T014 | Abarth 1.4L FTJ I4 | Г1 10 | Г2 6  | Г3 6  | Г1 9  | Г2 12 | Г3 7  | Г1 8  | Г2 9  | Г1 6  | Г2 5 | Г3 13 | Г1 7  | Г2 10 | Г3 6  | Г1 8 | Г2 10 | Г3 7 | Г1 11 | Г2 9 | Г3 8 | 9     | 70   |
| Источники: |               |                |                    |       |       |       |       |       |       |       |       |       |      |       |       |       |       |      |       |      |       |      |      |       |      |

#### СМП Формула-4
| Год        | Команда       | Шасси          | Двигатель          | 1     | 1     | 1     | 2     | 2     | 2     | 3     | 3     | 3     | 4     | 4     | 4     | 5     | 5       | 5     | 6     | 6     | 6     | 7     | 7     | 7     | Место | Очки |
| 2017       | MP Motorsport | Tatuus F4-T014 | Abarth 1.4L FTJ I4 | СОЧ   | СОЧ   | СОЧ   | СМО   | СМО   | СМО   | АХВ   | АХВ   | АХВ   | ПОР   | ПОР   | ПОР   | МОС 1 | МОС 1   | МОС 1 | МОС 2 | МОС 2 | МОС 2 | АСС   | АСС   | АСС   | 17    | 8    |
| ---------- | ------------- | -------------- | ------------------ | ----- | ----- | ----- | ----- | ----- | ----- | ----- | ----- | ----- | ----- | ----- | ----- | ----- | ------- | ----- | ----- | ----- | ----- | ----- | ----- | ----- | ----- | ---- |
| 2017       | MP Motorsport | Tatuus F4-T014 | Abarth 1.4L FTJ I4 | Г1 НУ | Г2 НУ | Г3 НУ | Г1 НУ | Г2 НУ | Г3 НУ | Г1 НУ | Г2 НУ | Г3 НУ | Г1 НУ | Г2 НУ | Г3 НУ | Г1 17 | Г2 Сход | Г3 6  | Г1 НУ | Г2 НУ | Г3 НУ | Г1 НУ | Г2 НУ | Г3 НУ | 17    | 8    |
| Источники: |               |                |                    |       |       |       |       |       |       |       |       |       |       |       |       |       |         |       |       |       |       |       |       |       |       |      |

### Результаты выступлений в Серии W
| 3          | 4             | 6               | 1                          | Г1 9  | Г2 13 | 8   |     |     |     |       |       |      |      |    |    |
|            |               |                 |                            | 1     | 2     | 3   | 4   | 5   | 6   | 7     | 7     | 8    | 8    |    |    |
| 2021       | Veloce Racing | Tatuus F3 T-318 | Autotecnica Motori 1.8 L4T | РБР1  | РБР2  | СИЛ | ХУН | СПА | ЗАН | АМЕ   | АМЕ   |      |      | 12 | 21 |
| 2021       | Veloce Racing | Tatuus F3 T-318 | Autotecnica Motori 1.8 L4T | Сход  | 12    | 12  | 7   | 3   | 18  | Г1 15 | Г2 НС |      |      | 12 | 21 |
|            |               |                 |                            | 1     | 1     | 2   | 3   | 4   | 5   | 6     | 7     | 8    | 8    |    |    |
| 2022       | Jenner Racing | Tatuus F3 T-318 | Autotecnica Motori 1.8 L4T | МАЯ   | МАЯ   | КАТ | СИЛ | ЛЕК | ХУН | МАР   | АМЕ   | БРР  | БРР  | 6  | 45 |
| 2022       | Jenner Racing | Tatuus F3 T-318 | Autotecnica Motori 1.8 L4T | Г1 11 | Г2 9  | 6   | 18  | 6   | 4   | 3     | О     | Г1 О | Г2 О | 6  | 45 |
| Источники: |               |                 |                            |       |       |     |     |     |     |       |       |      |      |    |    |

### Результаты выступлений в Академии F1
| Год        | Команда      | Шасси          | Двигатель                      | 1    | 1    | 1    | 2    | 2    | 2    | 3    | 3    | 3    | 4       | 4    | 4    | 5    | 5    | 5    | 6    | 6    | 6    | 7    | 7       | 7    | Место | Очки |
| 2023       | Prema Racing | Tatuus F4-T421 | Autotecnica Motori 1.4 FT-J 4T | ШПИ  | ШПИ  | ШПИ  | ВАЛ  | ВАЛ  | ВАЛ  | БАР  | БАР  | БАР  | ЗАН     | ЗАН  | ЗАН  | МОН  | МОН  | МОН  | ЛЕК  | ЛЕК  | ЛЕК  | АМЕ  | АМЕ     | АМЕ  | 1     | 278  |
| ---------- | ------------ | -------------- | ------------------------------ | ---- | ---- | ---- | ---- | ---- | ---- | ---- | ---- | ---- | ------- | ---- | ---- | ---- | ---- | ---- | ---- | ---- | ---- | ---- | ------- | ---- | ----- | ---- |
| 2023       | Prema Racing | Tatuus F4-T421 | Autotecnica Motori 1.4 FT-J 4T | Г1 1 | Г2 7 | Г3 1 | Г1 6 | Г2 5 | Г3 1 | Г1 3 | Г2 2 | Г3 3 | Г1 Сход | Г2 2 | Г3 4 | Г1 1 | Г2 6 | Г3 5 | Г1 6 | Г2 1 | Г3 1 | Г1 1 | Г2 Сход | Г3 3 | 1     | 278  |
| Источники: |              |                |                                |      |      |      |      |      |      |      |      |      |         |      |      |      |      |      |      |      |      |      |         |      |       |      |

### Комментарии
1. 1 2 3 4  Из за финансовых проблем, организаторы чемпионата отменили два последних заокеанских этапа, одну гонку с США и две в Мексик.
2. 1 2
3. ↑  Не финишировала, но была классифицирована, так как проехала необходимое для классификации количество кругов.
4. ↑  В гонке пройдено более 50% дистанции, но менее 75%, поэтому начислено 75% очков.